# 黃景胤
黃景胤（？年—？年），字景止，號念斋，福建晉江縣人，明朝政治人物、進士出身。

## 生平
天啓七年（1627年）丁卯科舉人，崇禎四年（1631年）辛未科进士，都察院观政，授戶部四川司主事，七年管九江钞关，升任戶部員外郎、云南司郎中，九年被言官弹劾革职，入狱五年，始得清白，释放归乡。

## 家族
堂兄黄熙胤，同科进士。